# Zvjezdasti korijen
Zvjezdasti korijen (lat. Orostachys) rod dvosupnica, dvogodišnjih biljaka i trajnica iz porodice tustikovki. Priznato je 15 sukulentnih vrsta koje rastu po Rusiji (Sibir, Primorje, Sahalin, europska Rusija), Kini, Mongoliji, Kazahstanu, Koreji, Japanu. 
Vrsta O. spinosa podrijetlom je iz Sibira i Mongolije. Ona tolerira temperatuire do –40°C, a mogu fotosintezirati i ispod površine snijega.
Listovi ovih vrsta tvore rozete

## Vrste
1. Orostachys boehmeri (Makino) Hara
2. Orostachys cartilaginea Boriss.
3. Orostachys chanetii (H.Lév.) A.Berger
4. Orostachys fimbriata (Turcz.) A.Berger
5. Orostachys gorovoii Dudkin & S.B.Gontch.
6. Orostachys japonica (Maxim.) A.Berger
7. Orostachys malacophylla (Pall.) Fisch.
8. Orostachys maximowiczii V.V.Byalt
9. Orostachys minuta (Kom.) A.Berger
10. Orostachys paradoxa (A.P.Khokhr. & Vorosch.) Czerep.
11. Orostachys saxatilis (Nakai) Nakai
12. Orostachys spinosa (L.) Sweet
13. Orostachys thyrsiflora Fisch.

## Vanjske poveznice
|  | Zajednički poslužitelj ima još gradiva o temi Orostachys |
|  | Wikivrste imaju podatke o taksonu Orostachys             |